# Kiriakos Spanos
Kiriakos Spanos, gr. Κυριάκος Σπανός (ur. 10 października 1993) – cypryjski bokser, reprezentant Cypru na Mistrzostwach Europy 2011 w Ankarze, igrzyskach śródziemnomorskich 2013. W roku 2013 zwyciężył w turnieju o puchar FXTM, a w 2014 został finalistą.

## Kariera
W czerwcu 2008 reprezentował Cypr na Mistrzostwach Europy Juniorów 2008 w Płowdiwie. Odpadł w 1/8 finału, przegrywając na punkty z Czechem Vítem Králem. W maju 2009 doszedł do ćwierćfinału Mistrzostw Świata Juniorów 2009 w Erywaniu. W ćwierćfinale kategorii lekkopółśredniej przegrał z Ekwadorczykiem Jeisonem Mindą.
Udziały na Młodzieżowych Mistrzostwach Świata 2010 w Baku oraz na Młodzieżowych Mistrzostwach Europy 2011 kończył kolejno  na 1/32 i 1/16 finału.
W czerwcu 2011 rywalizował na Mistrzostwach Europy 2011 w Ankarze, odpadając już w pierwszym pojedynku. Na igrzyskach śródziemnomorskich 2013 w Mersin doszedł do ćwierćfinału, w którym przegrał na punkty z reprezentantem Włoch Lucą Capuano.
W 2014 reprezentował Cypr na Igrzyskach Wspólnoty Narodów 2014 w Glasgow. W 1/16 finału przegrał z Anglikiem Anthonym Fowlerem, odpadając z rywalizacji.